# Spathicarpa gardneri
Spathicarpa gardneri är en kallaväxtart som beskrevs av Heinrich Wilhelm Schott. Spathicarpa gardneri ingår i släktet Spathicarpa och familjen kallaväxter. Inga underarter finns listade.